# Michael Barry Wolf
Michael Barry Wolf (* 1954 in New Jersey) ist ein US-amerikanischer Kontrabassist.

## Leben
Michael Wolf wurde 1954 in New Jersey in den USA geboren. Er war Professor für Kontrabass an der Universität der Künste Berlin. Im Alter von neun Jahren begann er Kontrabass zu spielen. Mit 13 Jahren hatte er seinen ersten Solo-Auftritt im Fernsehen. Er machte seinen ersten Universitäts-Abschluss mit Auszeichnung in Biologie an der University of Southern California und arbeitete in der Krebsforschung. Aus dieser Zeit liegen drei wissenschaftliche Veröffentlichungen vor. Danach studierte er Musik an der California State University bei Professor Nathaniel Gangursky und wurde Mitglied des San Diego Symphony Orchestra. Im Rahmen von Stipendien von Fulbright/DAAD und Rotary International kam er nach Deutschland. Vor seiner Berufung nach Berlin war er Professor für Kontrabass an der Johannes Gutenberg-Universität Mainz. Er ist durch Rundfunk- und Schallplattenaufnahmen und Konzerte sowie Meisterkurse international bekannt. Seine wichtigste Veröffentlichung als Kontrabass-Dozent ist eine moderne Kontrabass-Methode.

## Werke
- Grundlagen der Kontrabass-Technik. Schott Musik, Mainz 2007, ISBN 978-3-7957-8732-5.